# Елафос (дем Агия)
Вижте пояснителната страница за други значения на Елафос.
Елафос или Вулгарини до 1940 г. (на гръцки: Έλαφος) е село в дем Агия, ном Лариса, Тесалия, Гърция.
Селото е известно с това, че в края на 1567 г. по време на проповед сред неговите жители е заловен набеденият пред османските власти проповедник Дамян и след публичен процес той приема мъченическа смърт в Лариса на 14 февруари 1568 г., изгорен на клада.